# Doug Mathis
Douglas Alan Mathis (né le 7 juin 1983 à Phoenix, Arizona, États-Unis) est un ancien lanceur de relève droitier au baseball de la Ligue majeure de baseball.

## Biographie
Natif du quartier de Maryvale à Phoenix (Arizona), Doug Mathis suit ses études supérieures à  Central Arizona College puis à l'Université du Missouri-Columbia où il porte les couleurs des Missouri Tigers. Il repousse des offres des Dodgers de Los Angeles en 2002 puis des Mariners de Seattle en 2003.
Il est drafté le 7 juin 2005 par les Rangers du Texas. 
Doug Mathis débute en Ligue majeure le 12 mai 2008 et enregistre à cette occasion sa première victoire au plus haut niveau.
Le 5 janvier 2011, il rejoint les Indians de Cleveland pour l'entraînement de printemps 2011. Non retenu dans l'effectif actif des Indians à l'issue du camp d'entraînement, il devient agent libre. Il passe 2011 dans les ligues mineures avec des clubs affiliés aux Giants de San Francisco et aux A's d'Oakland avant de signer un contrat des mineures avec les Red Sox de Boston le 3 janvier 2012.

## Statistiques
| Saison | Équipe | G  | GS | CG | SHO | V | D | SV | IP   | SO | ERA  |
| ------ | ------ | -- | -- | -- | --- | - | - | -- | ---- | -- | ---- |
| 2008   | Texas  | 8  | 4  | 0  | 0   | 0 | 2 | 1  | 22.1 | 9  | 6,85 |
| 2009   | Texas  | 24 | 2  | 0  | 0   | 0 | 0 | 1  | 42.2 | 25 | 3,16 |
| 2010   | Texas  | 13 | 0  | 0  | 0   | 1 | 1 | 0  | 22.1 | 10 | 6,04 |
| Totaux | Totaux | 45 | 6  | 0  | 0   | 0 | 2 | 2  | 87.1 | 44 | 4,84 |

Note : G = Matches joués ; GS = Matches comme lanceur partant ; CG = Matches complets ; SHO = Blanchissages ; 
V = Victoires ; D = Défaites ; SV = Sauvetages ; IP = Manches lancées ; SO = Retraits sur des prises ; ERA = Moyenne de points mérités.